# Formica pressilabris

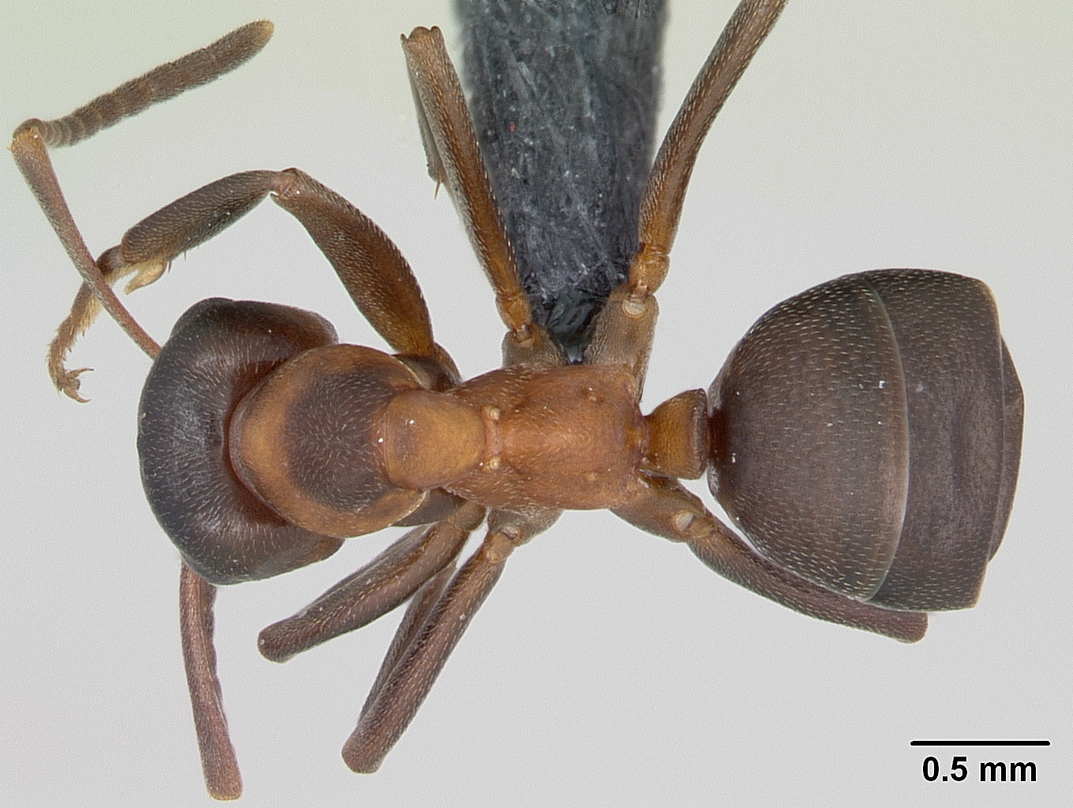

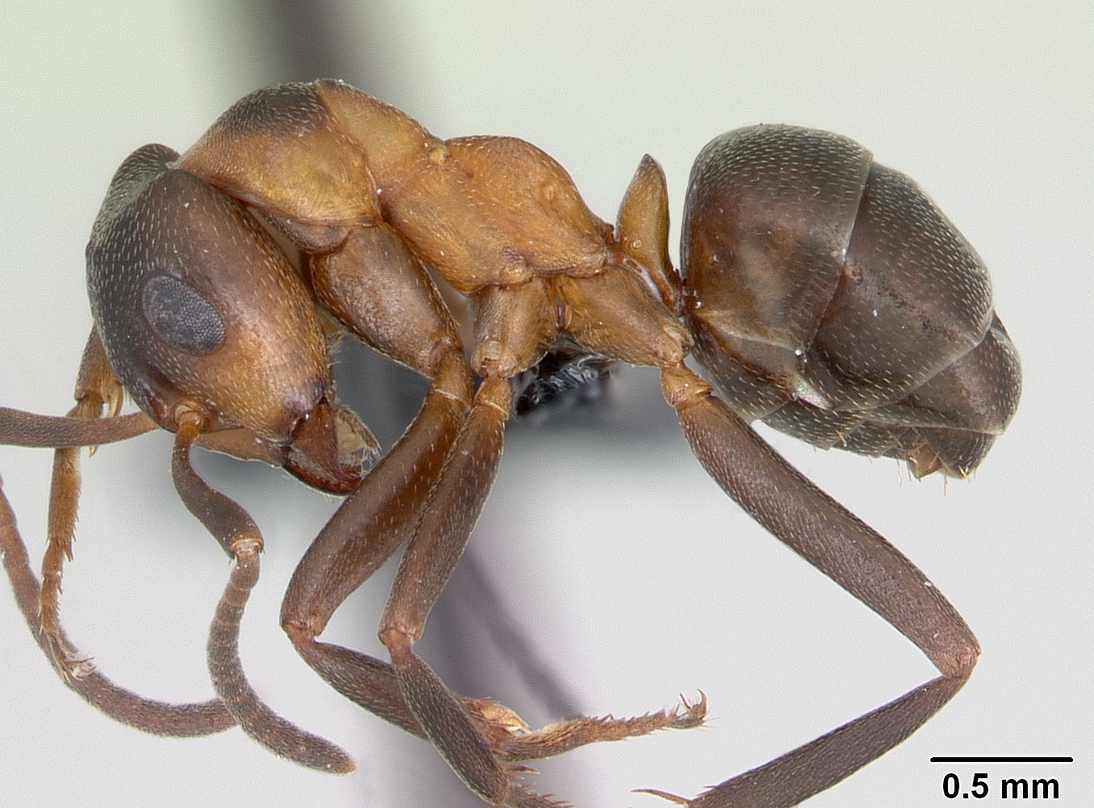

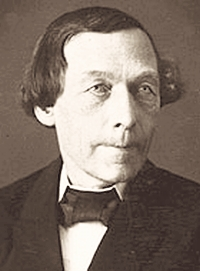
Профессор Вильям Нюландер (William Nylander, 1822—1899) в 1846 году впервые описал этот вид

Formica pressilabris  (лат.) — вид средних по размеру муравьёв рода Formica (Formicidae).

## Распространение
Евразия: субальпийские луга, степные и лесостепные участки от Западной Европы до Дальнего Востока. В северной части ареал охватывает Швецию, Финляндию, Эстонию (в России до Карелии), а в южной — Италию, Турцию, Кавказ, Монголию, Китай (в России на юг до южной Сибири и юга Дальнего Востока). Дальневосточные и сибирские популяции ранее рассматривались отдельным видом Formica rufomaculata Ruzsky, 1895.

## Описание
Длина 4—6 мм (самки и самцы не крупнее рабочих: 5—6 мм). Окраска рабочих муравьёв двухцветная (грудь рыжевато-красная, голова и брюшко тёмно-бурые); голова с глубокой выемкой на затылочном крае, характерной для всех членов подрода Coptoformica. Нижнечелюстные щупики короткие, состоят из 5 или 6 сегментов. Глаза без волосков. Голова и верх груди самок блестящие. Стебелёк между грудью и брюшком состоит из одного членика петиоля. Чешуйка стебелька расширяется кверху. Строят небольшие насыпные муравейники, как правило, высотой до 20 см и диаметром до 40 см. Семьи малочисленные и моногинные, состоят из одной матки и нескольких сотен рабочих особей (в европейских популяциях встречаются полигинные семьи). Брачный лёт крылатых самок и самцов наблюдается с июня по сентябрь. Образование новых колоний происходит социально-паразитическим путём: молодые самки проникают в гнёзда других муравьёв подрода Serviformica. Трофобионты, использующие сладкую падь тлей (Aphididae), сборщики мелких членистоногих.

## Систематика
По наличию глубокой выемки на затылочном краю включён в состав подрода Coptoformica. Впервые был описан в 1846 году финским энтомологом Вильямом Нюландером по материалам их Финляндии. В 2000 году синонимом этого вида признан таксон Formica exsecta var. rufomaculata Ruzsky, 1895 (см.: Seifert, 2000), который ранее с 1964 года рассматривался самостоятельным видом Formica rufomaculata Ruzsky, 1895.

## Охранный статус
Включён в Красные книги Германии (в категории исчезнувших видов: Red List 0; extinct) и Швейцарии (в категории виды, близкие к уязвимому положению: Red List 3; threatened).
Включён в Красную книгу Челябинской области.